# شرق ساسكس
 شرق ساسكس (بالإنجليزية: East Sussex) مقاطعة إنجليزية تقع في جنوب شرق إنجلترا.

## الموقع الجغرافي
يحدها شمال شرقا كنت وشمالا سري ومن الغرب والشمال الغربي مقاطعة غرب ساسكس ومن الجنوب المقاطعة مطلة على البحر حيث يحدها يحدها القنال الإنجليزي.

## التاريخ
منذ القرن الثاني عشر عندما كانت مملكة ساسكس قائمة كان اقليم ساسكس يدار بادارتين منفصلتين في شرقه وغربه.مركز المقاكعة هو بلدة لووز, 

## أهم المدن
توجد في المقاطعة أيضا مدينة برايتون الساحلية السياحية المهمة والمدينة، وكذلك مدينة إيستبورن. ومنذ عام 1997 تتمتع بنوع من الإدارة الذاتية تحت ما يسمى أقليم برايتون وهوف.

## الاقتصاد
أقتصاد المقاطعة يقوم على شركات الخدمات والتجارة وتشكل الصناعة المورد الاقتصادي الثاني وتليها السياحة, توجد في المقاطعة القليل من الانشطة الزراعية.

## أعلام
- إدوارد ساندرز
- فلورنسا كارليل
- ويندي جيمس
- آنا كامبل
- كارميل موري